# Robert Barrat
Robert Harriot Barrat (New York, 10 luglio 1889 – Hollywood, 7 gennaio 1970) è stato un attore statunitense.

## Filmografia parziale

### Cinema
- The Wonder Man, regia di John G. Adolfi (1920)
- Il re della jungla (King of the Jungle), regia di H. Bruce Humberstone e Max Marcin (1933)
- Dinamite doppia (Picture Snatcher), regia di Lloyd Bacon (1933)
- Lilly Turner, regia di William A. Wellman (1933)
- Eroi in vendita (Heroes for Sale), regia di William A. Wellman (1933)
- Baby Face, regia di Alfred E. Green (1933)
- Catturato (Captured!), regia di Roy del Ruth (1933)
- Selvaggi ragazzi di strada (Wild Boys of the Road), regia di William A. Wellman (1933)
- Amai una donna (I Loved a Woman), regia di Alfred E. Green (1933)
- Il pugnale cinese (The Kennel Murder Case), regia di Michael Curtiz (1933)
- From Headquarters, regia di William Dieterle (1933)
- Un popolo in ginocchio (Massacre), regia di Alan Crosland (1934)
- L'imprevisto (Hi, Nellie!), regia di Mervyn LeRoy (1934)
- Wonder Bar, regia di Lloyd Bacon (1934)
- L'ultima carta (Gambling Lady), regia di Archie L. Mayo (1934)
- Il mercante di illusioni (Upperworld), regia di Roy Del Ruth (1934)
- Nebbia a San Francisco (Fog Over Frisco), regia di William Dieterle (1934)
- Marinai all'erta (Here Comes the Navy), regia di Lloyd Bacon (1934)
- Housewife, regia di Alfred E. Green (1934)
- I Sell Anything, regia di Robert Florey (1934)
- Il selvaggio (Bordertown), regia di Archie L. Mayo (1935)
- I diavoli in paradiso (Devil Dogs of the Air), regia di Lloyd Bacon (1935)
- Il ponte (Stranded), regia di Frank Borzage (1935)
- Ultime notizie (The Murder Man), regia di Tim Whelan (1935)
- Il grande nemico (Special Agent), regia di William Keighley (1935)
- Capitan Blood (Captain Blood), regia di Michael Curtiz (1935)
- Fuoco liquido (Exclusive Story), regia di George B. Seitz (1936)
- Il sentiero del pino solitario (The Trail of the Lonesome Pine), regia di Henry Hathaway (1936)
- Il medico di campagna (The Country Doctor), regia di Henry King (1936)
- I Married a Doctor, regia di Archie Mayo (1936)
- Maria di Scozia (Mary of Scotland), regia di John Ford (1936)
- Il re dei pellirosse (The Last of the Mohicans), regia di George B. Seitz (1936)
- Trailin' West, regia di Noel M. Smith (1936)
- La carica dei seicento (The Charge of the Light Brigade), regia di Michael Curtiz (1936)
- La legge della foresta (God's Country and the Woman), regia di William Keighley (1937)
- La grande barriera (The Barrier), regia di Lesley Selander (1937)
- Mountain Justice, regia di Michael Curtiz (1937)
- La miniera maledetta (Draegerman Courage), regia di Louis King (1937)
- Emilio Zola (The Life of Emile Zola), regia di William Dieterle (1937)
- Confession, regia di Joe May (1937)
- Love Is on the Air, regia di Nick Grinde (1937)
- I filibustieri (The Buccaneer), regia di Cecil B. DeMille (1938)
- The Texans, regia di James P. Hogan (1938)
- Un colpo di vento (Breaking the Ice), regia di Edward F. Cline (1938)
- La via dei giganti (Union Pacific), regia di Cecil B. DeMille (1939)
- La strage di Alamo (Man of Conquest), regia di George Nichols Jr. (1939)
- Conspiracy, regia di Lew Landers (1939)
- Il primo ribelle (Allegheny Uprising), regia di William A. Seiter (1939)
- Laddie, regia di Jack Hively (1940)
- Passaggio a Nord-Ovest (Northwest Passage), regia di King Vidor (1940)
- I cowboys del deserto (Go West), regia di Edward Buzzell (1940)
- Riders of the Purple Sage, regia di James Tinling (1941)
- The Girl from Alaska, regia di Nick Grinde (1942)
- Fall In, regia di Kurt Neumann (1942)
- Terra di conquista (American Empire), regia di William C. McGann (1942)
- A Stranger in Town, regia di Roy Rowland (1943)
- Il pilota del Mississippi (The Adventures of Mark Twain), regia di Irving Rapper (1944)
- Il gigante di Boston (The Great John L.), regia di Frank Tuttle (1945)
- Dakota, regia di Joseph Kane (1945)
- I cercatori d'oro (Road to Utopia), regia di Hal Walker (1946)
- I sacrificati (They Were Expendable), regia di John Ford (1945)
- Duello a S. Antonio (San Antonio), regia di David Butler (1945)
- Sunset Pass, regia di William Berke (1946)
- Se ci sei batti due colpi (The Time of Their Lives), regia di Charles Barton (1946)
- La magnifica bambola (Magnificent Doll), regia di Frank Borzage (1946)
- Il mare d'erba (The Sea of Grass), regia di Elia Kazan (1947)
- Avventura in Brasile (Road to Rio), regia di Norman Z. McLeod (1947)
- Io non t'inganno t'amo! (I Love Trouble), regia di S. Sylvan Simon (1948)
- Il vagabondo della città morta (Relentless), regia di George Sherman (1948)
- Giovanna d'Arco (Joan of Arc), regia di Victor Fleming (1948)
- I banditi della città fantasma (Bad Men of Tombstone), regia di Kurt Neumann (1949)
- Amore selvaggio (Canadian Pacific), regia di Edwin L. Marin (1949)
- Solo contro il mondo (The Doolins of Oklahoma), regia di Gordon Douglas (1949)
- Rocce rosse (Davy Crockett, Indian Scout), regia di Lew Landers (1950)
- Riders of the Range, regia di Lesley Selander (1950)
- Bill il selvaggio (The Kid from Texas), regia di Kurt Neumann (1950)
- I guerriglieri delle Filippine (American Guerrilla in the Philippines), regia di Fritz Lang (1950)
- I filibustieri delle Antille (Double Crossbones), regia di Charles Barton (1951)
- Volo su Marte (Flight to Mars), regia di Lesley Selander (1951)
- Tamburi lontani (Distant Drums), regia di Raoul Walsh (1951)
- La grande avventura del generale Palmer (Denver and Rio Grande), regia di Byron Haskin (1952)
- Il figlio di Alì Babà (Son of Ali Baba), regia di Kurt Neumann (1952)
- Frustateli senza pietà (Cow Country), regia di Lesley Selander (1953)
- Terra infuocata (Tall Man Riding), regia di Lesley Selander (1955)

### Televisione
- Cavalcade of America – serie TV (1953)
- Center Stage – serie TV (1954)
- Studio One – serie TV (1954)
- Crossroads – serie TV, episodio 1x25 (1956)
- Telephone Time – serie TV, episodio 1x05 (1956)
- Lux Video Theatre – serie TV (1957)
- The Restless Gun – serie TV, episodio 2x21 (1959)
- Cimarron City – serie TV, episodio 1x21 (1959)
- Bronco – serie TV (1960)
- L'ora di Hitchcock (The Alfred Hitchcock Hour) – serie TV (1964)